# 鄭文龍

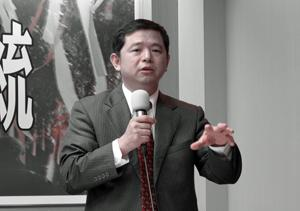
鄭文龍

鄭文龍（Cheng Wen-lung或Jerry Cheng），台灣律師，東吳大學法律學系81級（1992年入學）畢業，輔仁大學法律學研究所肄業，法律扶助基金會、台灣永社發起人，法家法律事務所主持律師。曾義務協助東星大樓、博士的家、樂生療養院國家賠償等訴訟案件，及擔任法律扶助基金會秘書長、東吳大學法律服務社顧問律師、崔媽媽基金會法律義工、法律扶助基金會覆議委員、行政院人權保障推動小組諮詢委員、新北市選舉委員會監察小組常任委員、民間司法改革基金會常務執行委員、台灣人權促進會執行委員、台灣陪審團協會創會理事長、臺北市政府廉政透明委員會委員。

## 社會參與
2008年，前中華民國總統陳水扁委任鄭文龍等律師為陳水扁家庭密帳案律師團。2009年5月21日，台北地方法院開庭審理該案，陳水扁當庭解除鄭文龍的訴訟委任。2009年7月28日，台北地方法院提訊陳水扁進行言詞辯論，該院公設辯護人曾德榮轉述，陳水扁非常滿意該院另一位公設辯護人唐禎琪的表現，認為唐禎琪比自己的委任律師更強，也肯定他與唐禎琪的認真態度。2009年9月11日，曾德榮說，「我問到扁想問、但律師團問不到的答案」。
2010年10月6日上午，鄭文龍、新台灣國策智庫董事長辜寬敏、台灣之友會會長黃崑虎、台灣社社長吳樹民、陳林法學文教基金會董事長陳繼盛、律師李勝雄等人共同出席搶救台灣行動聯盟在台大校友會館舉行的「羈押無理，立即釋放陳前總統」記者會，要求馬英九政府立即釋放陳水扁，「不要繼續在民主台灣，以司法進行政治的清算鬥爭」。
2013年1月5日，台灣永社創社，鄭文龍為該社發起人之一。

## 委任律師
- 1999年，鄭文龍擔任臺北縣新莊市（今新北市新莊區）博士的家的921大地震受災住戶義務律師。
- 2003年，鄭文龍擔任臺北縣土城市（今新北市土城區）大慶信義福邨的331大地震受災住戶委任律師，向大慶建設與莊隆昌（已於2002年10月8日解散的大慶信義福邨建商「高慶建設」代表人莊隆文之弟）求償。
- 2008年，陳水扁委任三位律師洪貴參、石宜琳、鄭文龍為陳水扁家庭密帳案一審律師團。2009年9月28日，陳水扁二度委任鄭文龍等三位一審時委任律師，組成二審律師團。
- 2010年6月10日，陳水扁家庭密帳案二審判決陳水扁有期徒刑20年，鄭文龍表示一定會再上訴。
- 2011年7月25日，前任天堂溥天總經理曾愛玉委任鄭文龍與另一位律師陳為祥控告任天堂。2013年4月22日，中華民國最高法院判決曾愛玉敗訴定讞。

## 著作
2011年5月6日，鄭文龍發表新書《陪審團：人民當家做主的審判制度》，一方面指控中華民國總統馬英九介入扁案的審判，二方面說台灣有“貪污法官”、“恐龍法官”與“打手法官”降低司法水準，希望台灣可以學習英國、美國等國的陪審制。
- 《陪審團：人民當家做主的審判制度》：前衛出版社2011年4月初版，ISBN 9789578016637

## 外部連結
- 鄭文龍的Facebook專頁
- 法家法律事務所
- （繁體中文）人要活得夠本！～專訪鄭文龍律師 （页面存档备份，存于）
- （繁體中文）律師網 鄭文龍律師相關報導
- （繁體中文）扁案二審　陳水扁找鄭文龍回鍋 中國評論新聞  （页面存档备份，存于）
- （繁體中文）扁案專訪鄭文龍律師 2010年6月17日出刊的第53期玉山周報 （页面存档备份，存于）